# Affaire Patrick Poivre d'Arvor
Le texte peut changer fréquemment, n’est peut-être pas à jour et peut manquer de recul. 
Le titre et la description de l'acte concerné reposent sur la qualification juridique retenue lors de la rédaction de l'article et peuvent évoluer en même temps que celle-ci.
L'affaire Patrick Poivre d'Arvor commence en 2021, avec une série de témoignages médiatiques et de dépôts de plaintes à l'encontre de Patrick Poivre d'Arvor, pour des faits d'agressions sexuelles et de viols ayant eu lieu pendant des décennies, en ayant usé de son autorité de journaliste vedette. Au total, un collectif de quatre-vingt dix femmes témoignent contre lui, soit devant la presse, soit devant la justice. Parmi elles, dix-sept femmes portent plainte, dont huit pour viol et deux mineures au moment des faits allégués. Les témoignages se multiplient après que les premières ont été classées sans suite pour prescription notamment et que Patrick Poivre d'Arvor a porté plainte à son tour pour dénonciation calomnieuse, ce qui conduit à son retrait de la chaîne France 5. En septembre 2022, la cour d'appel de Versailles annule les effets du classement sans suite, en argumentant que si la sérialité des faits était démontrée, cela annulerait la prescription et pourrait faire aboutir l'enquête.
Patrick Poivre d'Arvor est mis en examen, en décembre 2023, pour le viol de Florence Porcel. En juillet 2024, il est visé par cinq nouvelles informations judiciaires pour viols et viols aggravés. En octobre 2024, Le Monde révèle une plainte pour viol contre lui dès 2005, mais classée sans suite à l'époque. 

## Enquête préliminaire de 2005
En 2022, une enquête préliminaire de 2005 refait surface. La plainte pour viol de Caroline Merlet, alors âgée de 29 ans, provoque des investigations. Ainsi le journaliste et ses deux principales assistantes à TF1 sont auditionnés par la police judiciaire des Hauts-de-Seine. Des enquêteurs se déplacent au siège de TF1 pour effectuer des constatations dans le bureau de  Patrick Poivre d'Arvor. L'enquête est finalement classée sans suite.

## Origine de la procédure de 2021
En février 2021, l'écrivaine Florence Porcel dépose une plainte contre Patrick Poivre d'Arvor auprès du parquet de Nanterre, qui entraine une enquête préliminaire pour viols, confiée à la brigade de répression de la délinquance contre la personne (BRDP) de la police judiciaire parisienne. Cette plainte parvient aux oreilles des médias, sans intervention de sa part, comme elle l'explique le 8 mars 2023 dans l'émission de la chaîne Blast intitulée « Comment la société protège les violeurs ?» : « Je n'ai pas dénoncé Patrick Poivre d'Arvor sur les réseaux sociaux, comme on me le reproche beaucoup. J'ai déposé une plainte. Je suis allée voir la justice. [...] Moi, je ne dénonçais personne publiquement.» Cette violation de sa vie privée est décrite par Florence Porcel comme particulièrement violente.
La jeune femme accuse l'ancien présentateur du journal de TF1 de l'avoir violée et agressée sexuellement à deux reprises en 2004 et 2009. En 2004, elle a 21 ans et vierge, elle aurait été violée dans le bureau du journaliste. En 2009, Patrick Poivre d'Arvor lui aurait imposé une fellation sans protection. Dans son témoignage, elle pointe « un contexte d'emprise psychologique et d'abus de pouvoir ». Celle-ci aurait envisagé de déposer plainte dès 2009, mais aurait renoncé « par crainte de ne pas être crue au regard du statut de PPDA ».
Patrick Poivre d'Arvor nie fermement ces allégations, dénonçant des « accusations qui ne peuvent être que fantaisistes » et « une dénonciation calomnieuse inspirée par une quête de notoriété inconvenante ». Le journaliste annonce sa volonté de collaborer avec les enquêteurs et son intention de déposer plainte,.
Le 3 mars 2021, PPDA est reçu sur le plateau de l'émission Quotidien sur la chaîne TMC, l'une des plus regardées de France. L'émission lui est entièrement consacrée et il peut s'exprimer durant une vingtaine de minutes. Il se défend en ces termes des accusations portées contre lui par Florence Porcel : « Tout ça parce qu’elle avait un livre à promouvoir, si j’ai bien compris. [...] Je n’ai pas demandé d’expertise psychiatrique. [...] [C'est] quelqu’un qui [a] construit une passion, apparemment. Une passion, pardonnez-moi de vous le dire, mais non partagée. [...] J'ai senti que j'avais un peu troublé cette jeune femme.» Il affirme, catégorique : « Il ne s'est rien passé. ».
C'est en entendant ces déclarations dans l'émission Quotidien que la journaliste Hélène Devynck prend la décision de contacter, peu après, Florence Porcel sur les réseaux sociaux. Puis de parler publiquement de ce qu'elle-même déclare avoir subi de la part du célèbre présentateur. Comme elle l'explique le 11 février 2023 au journaliste de Blast, David Dufresne, dans son émission intitulée « Impunité et VSS : comment fracasser le mur du silence ? » Hélène Devynck découvre que « toutes [leurs] histoires se ressemblent, au mot près, au geste près. Chacune de [leurs] histoires dessine ce qu’on appelle le "mode opératoire" d’un prédateur, qui a très peu de variations. » Jusqu’alors, les deux femmes pensaient être des cas isolés. Hélène Devynck justifie ainsi son silence long de plusieurs années : « Aucune d’entre nous, seule, n’aurait eu la chance de se faire entendre […]. Elle aurait été pulvérisée. Comme il l’a fait au début, avec Florence Porcel ; c’est-à-dire [qu'il l'a accusée d'être] folle, menteuse, salope, qui veut de l’argent.» Hélène Devynck explique avoir tenu à témoigner pour soutenir Florence Porcel, et non pour elle-même. Car la jeune femme subit harcèlement et insultes depuis que l'affaire est rendue publique.

## Premiers soutiens et témoignages
Dans des témoignages recueillis par Le Parisien, plusieurs femmes — sous couvert d'anonymat — accusent également le présentateur de comportements pouvant relever de harcèlement ou d'agressions sexuelles, qu'elles qualifient « [d']expériences traumatisantes ». Par la suite, d'autres femmes relatent également leurs témoignages sur Twitter,. Plusieurs personnalités prennent la défense de Patrick Poivre d'Arvor, dont son ex-compagne Claire Chazal et son ancien collègue Jean-Pierre Pernaut. Le 15 mars 2021, Le Monde publie les témoignages de huit femmes présumées victimes de Patrick Poivre d'Arvor, dont trois pour des faits de viol. L'une d'entre elles est Hélène Devynck, journaliste à TF1 au moment des faits ; elle déclare notamment avoir « cédé une fois devant l'insistance » du présentateur. Une autre femme raconte : « J'ai essayé de me débattre doucement et de me dégager en murmurant que je ne voulais pas, que j'avais un petit ami, mais j'étais pétrifiée et je n'ai pas osé le repousser vigoureusement ». Le parquet de Nanterre, chargé de l'enquête, précise que les témoignages « font actuellement l'objet d'un examen attentif, afin de confirmer ou non si ces faits sont prescrits ».
D'après les témoignages, il est alors « impensable de ne pas passer à la casserole » et Patrick Poivre d'Arvor demande à toutes les filles de la rédaction : « Est-ce que t'es en couple, est-ce que t'es fidèle ? », ce qui est même « devenu son surnom ». Ses assistantes voient défiler dans son bureau de nombreuses femmes (étudiantes, stagiaires, collaboratrices ou autres), que, « pour rigoler », elles surnomment alors entre elles « le McDo de Patrick ».

## Nouvelles plaintes
En mai 2021, deux nouvelles plaintes visent PPDA, l'une pour viol, l'autre pour agression sexuelle.
Après quatre mois d'investigation, huit plaintes et les témoignages de vingt-trois femmes, l'enquête pour viols est classée sans suite parce qu'une grande majorité de ces accusations tombent sous le coup de le « prescription » tandis que d'autres, dont celle de Florence Porcel, sont rejetées pour « insuffisance de preuves », a indiqué le parquet de Nanterre. Selon Le Monde, un élément matériel fourni par la défense de PPDA a pesé dans la décision du parquet de Nanterre dont le témoignage de Dominique Ambiel, ami et associé du journaliste, qui a affirmé n'avoir assisté à aucune scène de viol le 29 avril 2009 dans le bureau de PPDA (le jour indiqué par Florence Porcel) qu'il décrit comme entièrement vitré et donnant sur le sien. Selon Le Journal du dimanche, c'est le compte rendu de l'examen psychologique de Florence Porcel remettant en cause sa « sincérité » et affirmant qu'elle ne présente « aucun symptôme psychotraumatique » qui a joué dans la décision de la procureure de Nanterre, Catherine Denis. De même, la plainte de PPDA pour « dénonciation calomnieuse » contre Florence Porcel a également été classée sans suite par le parquet, qui a invoqué une « absence de démonstration d'une intention de nuire ».
En juillet 2021, une femme de 49 ans apporte son témoignage sur le viol qu'elle aurait subi lorsqu'elle était âgée de 16 ans en 1988 par PPDA sur son lieu de travail. Les faits étant prescrits, elle déclare ne pas vouloir porter plainte,.
En France, est créée à cette période l'association MeTooMedia, quand le quotidien Libération fait sa une du 8 novembre 2021 sur une enquête de huit pages recoupant les accusations de huit femmes pour des faits supposés de viols, agressions, ou harcèlement sexuel, puis une enquête d'Envoyé spécial consacrée également à une autre ex-star des médias, Nicolas Hulot. En mai 2022, Mediapart organise une émission dans laquelle témoignent 20 femmes accusant PPDA de violences sexuelles.
En décembre 2021, trois nouveaux témoignages pour des faits similaires s'ajoutent à la liste. Deux nouvelles procédures judiciaires pour viol sont engagées le même mois.
En septembre 2022, deux nouvelles plaintes ont été déposées contre PPDA devant le parquet de Nanterre. Selon Le Parisien, qui rapporte l'information, les deux plaignantes sont Maïté, une Belge de 49 ans, et Alejandra, une Franco-Argentine de 56 ans.

## Plainte pour dénonciations calomnieuses
Le 26 avril 2022, PPDA porte plainte pour dénonciation calomnieuse contre 16 des femmes l'ayant accusé de violences sexuelles. Il effectue cette plainte 48 heures avant la diffusion du magazine Complément d'enquête, dans lequel il est mis, une nouvelle fois, en cause, par des femmes qui témoignent à visage découvert. Une nouvelle plainte pour viol est déposée contre lui le 28 avril.
PPDA porte plainte pour diffamation publique contre Le Parisien, après que le journal a révélé la plainte de Florence Porcel. En avril 2023, il se désiste de cette plainte.

## Amplification des témoignages
Depuis des décennies, il était de notoriété publique que PPDA avait des rapports problématiques avec les femmes, ayant un impact négatif sur leur pratique professionnelle à venir.
Le 10 mai 2022, une émission spéciale, intitulée « 20 femmes prennent la parole », est diffusée sur Mediapart . Pendant deux heures trente d'interview, à visage découvert pour la plupart, 20 femmes témoignent de leurs agressions et notamment d'un viol présumé sur mineure.
Le 12 mai 2022, à la suite de ces accusations, France Télévisions annonce retirer la voix du journaliste de son magazine « Une Maison, un Artiste » qu'il commentait depuis 11 ans,.
En juin 2022, les investigations sont étendues aux faits a priori prescrits dénoncés par Florence Porcel, notamment le viol datant de 2004 .
Le 19 septembre 2022, le journal Libération publie une enquête incluant des nouveaux témoignages d'accusations de viols et d'agressions sexuelles dans le monde de l'édition dont les écrivaines Margot Cauquil-Gleizes et Bénédicte Martin,. Le nombre de femmes témoignant contre lui est alors de quatre-vingt-dix. Un livre de la journaliste Hélène Devynck, publié le 23 septembre et intitulé Impunité, démontre l'ampleur des faits. L'écrivaine Bénédicte Martin dans les médias dénonce l'inaction et l'indifférence de Frédéric Beigbeder, qui était son éditeur en 2003. Il admet qu'il avait connaissance des agissements de PPDA et aurait pris son témoignage à la légère, explosant de rire et considérant cet acte très banal à l'époque comme « un baptême ou un adoubement ». Avec le recul, il déclare « Je suis désolé si je n'ai pas réagi en 2003 comme je le ferais aujourd'hui ». La sociologue Irène Théry estime qu'« avec l’affaire PPDA, nous vivons notre affaire Weinstein ». En octobre, le journaliste Jacques Legros affirme qu' « à TF1, tout le monde était au courant que PPDA aimait les femmes jusqu'à l'excès » Ces propos font vivement réagir du fait qu'il amalgame l'amour et la prédation sexuelle.
Parallèlement, la présence de PPDA dans le jury du Grand prix du rayonnement français 2022, organisé sous le haut-patronage d’Emmanuel Macron, suscite l’indignation de la part de personnalités politiques et féministes. Joëlle Garriaud-Maylam, présidente de l’événement, justifie le maintien de PPDA du fait qu'elle a perdu ses mots de passe pour mettre à jour le site et que la page officielle doit être réactualisée «prochainement» tandis qu'une sénatrice sous étiquette écologie souligne qu'aucun communiqué n’acte officiellement le départ de PPDA. À la suite de cette polémique, l'événement est annulé et reporté à une date ultérieure.
Des liens de solidarité se créent entre les victimes, qui se soutiennent dans cette épreuve.
En janvier 2023, Florence Porcel publie Honte, chez Lattès, qui relate les viols qu'elle a subis de PPDA et le sentiment que ceux-ci ont provoqué chez elle,.
Le parquet de Nanterre signale, le 19 avril, que trois nouvelles femmes ont saisi la justice pour des faits de viol et d’agressions sexuelles par Patrick Poivre d'Arvor.

## Sérialité et fin de la prescription
Malgré la prescription de beaucoup des faits, les plaintes s'accumulent contre PPDA. En septembre 2022, la cour d'appel de Versailles annule les effets du classement sans suite, en argumentant que si la sérialité des faits était démontrée, cela annulerait la prescription et pourrait faire aboutir l'enquête. La sérialité désigne des faits impliquant un même auteur, un mode opératoire similaire, et un même profil de victime. Ceci constituerait une première en matière de violences sexuelles. Cette possibilité est vécue comme une excellente nouvelle par les victimes, mais suscite le débat pour d'autres personnes. Ainsi, Élisabeth Badinter crée la polémique en critiquant cette possibilité de contourner cette prescription qui impliquerait à considérer les violences sexuelles comme étant des crimes contre l'humanité qui sont imprescriptibles en déclarant « ce n’est pas possible. Il faut être logique : les violences faites aux femmes sont punies, mais enfin est-ce que ce sont des crimes de l’Humanité, il ne faut pas exagérer, c’est même indécent ».
Le 30 septembre 2022, Le Parisien publie les témoignages de deux nouvelles femmes portant plainte contre Patrick Poivre d'Arvor pour des faits de viol en 1992 et 2005. En janvier 2023, le journaliste Romain Verley publie Le prince noir, un ouvrage enquête, après un an et demi d'investigations, sur les agissements de PPDA pendant des décennies. Une des femmes ayant témoigné demande à être anonymisée, l'éditeur Fayard et l'auteur acceptent cette requête en février pour les rééditions à venir du livre,.
Les 2 et 8 mars 2023, Patrick Poivre d'Arvor est interrogé deux fois en l'espace d'une semaine par les enquêteurs. Il avait déjà été auditionné le 12 juillet 2022, mais les nouveaux témoignages qui ont suivi ont entrainé ces nouvelles auditions.
En juin 2023 paraît le témoignage d'Alessandra Fra "PPDA et moi. 2005-2023" qui raconte en détail près de vingt années d'intéractions avec PPDA et replace les faits dans leur contexte, le milieu complaisant qui a permis ses agissements.
En juillet 2024, il est visé par cinq nouvelles informations judiciaires pour viols et viols aggravés. Ces plaintes avaient été classées sans suite pour prescription. Mais les plaignantes ont pu saisir à nouveau la justice en s'appuyant sur le code de procédure pénale permettant de passer par la constitution de partie civile,,.

## Mise en examen
Patrick Poivre d'Arvor est mis en examen en décembre 2023 pour le viol de Florence Porcel commis en 2009,. Les faits reprochés remontent à 2009. Il s'agit de sa première mise en examen. Cette évolution réjouit certaines de ses accusatrices. Ainsi, Bénédicte Martin déclare : « il y a un côté sériel qui saute aux yeux. Ce n'est pas une cabale de femmes qui se sont réunies un jour [...]. Je me suis rendu compte a posteriori que j'avais vécu la même chose que d'autres femmes. Nous n'avions jamais échangé avant. C'était assez vertigineux de se rendre compte de ce côté sériel »